# Samsung Gear VR
Samsung Gear VR – gogle wirtualnej rzeczywistości stworzone przez firmę Reality Labs we współpracy z firmą Samsung Electronics. Gogle zostały wydane 27 listopada 2015 r.
Urządzenie pierwszy raz zostało zapowiedziane 3 września 2014 roku. Przed wersją konsumencką pojawiły się dwie wersje deweloperskie, które umożliwiły programistom tworzenie gier na Gear VR przed jego premierą. 
Gear VR do działania potrzebuje kompatybilnego smartfona Samsung Galaxy, który pełni funkcję wyświetlacza i procesora. Gogle pełnią jedynie funkcje kontrolera, który m.in. śledzi nasze ruchy oraz sprawdza czy gogle są założone. Urządzenie łączy się ze smartfonem za pomocą wbudowanego portu Micro USB lub USB-C.

## Wspierane smartfony

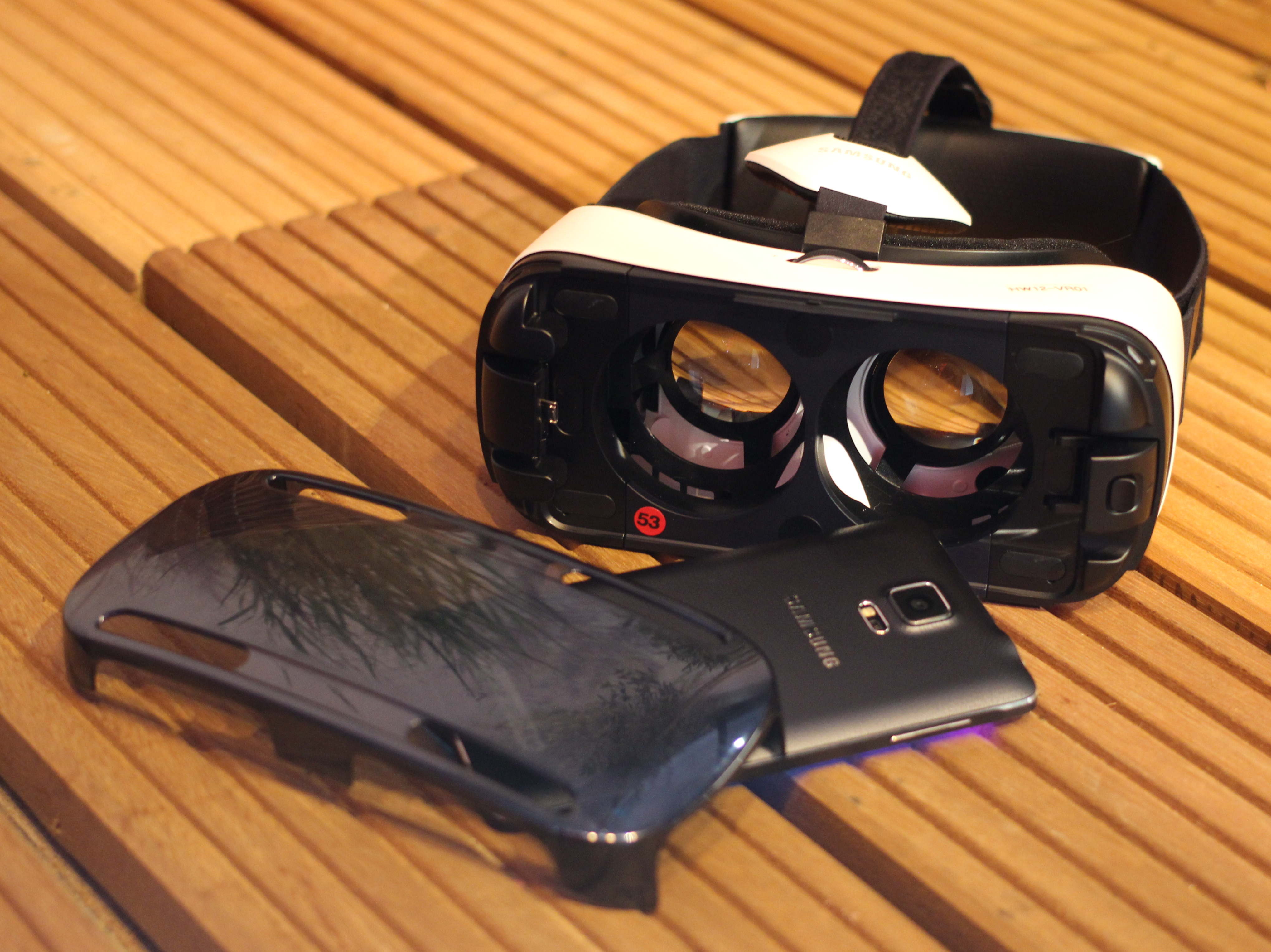
Samsung Gear VR bez telefonu i przedniej osłony

Samsung Gear VR jest przeznaczony do działania ze smartfonami firmy Samsung. Wspierane smartfony to:
- Samsung Galaxy S6
- Samsung Galaxy S6 Edge
- Samsung Galaxy S6 Edge+
- Samsung Galaxy Note 5
- Samsung Galaxy S7
- Samsung Galaxy S7 Edge
- Samsung Galaxy S8
- Samsung Galaxy S8+
- Samsung Galaxy Note Fan Edition
- Samsung Galaxy Note 8
- Samsung Galaxy A8
- Samsung Galaxy A8+
- Samsung Galaxy S9
- Samsung Galaxy S9+

Smartfon Samsung Galaxy Note10 i nowsze nie są kompatybilne z goglami.

## Wygląd i wykonanie
Gogle wykonane są z mocnego i solidnego plastiku. Z prawej strony został umieszczony dotykowy panel sterowania oraz przycisk służący do powrotu do poprzedniego menu. Obok niego znajduje się także pokrętło służące do regulacji głośności. Gogle mogą być dopasowane do obwodu naszej głowy za pomocą rzepów, co zwiększa wygodę z korzystania z nich oraz zapobiega przypadkowemu zsuwaniu się urządzenia. We wnętrzu gogli została umieszczona miękka pianka, która zapobiega otarciom twarzy podczas korzystania z urządzenia.

## Historia

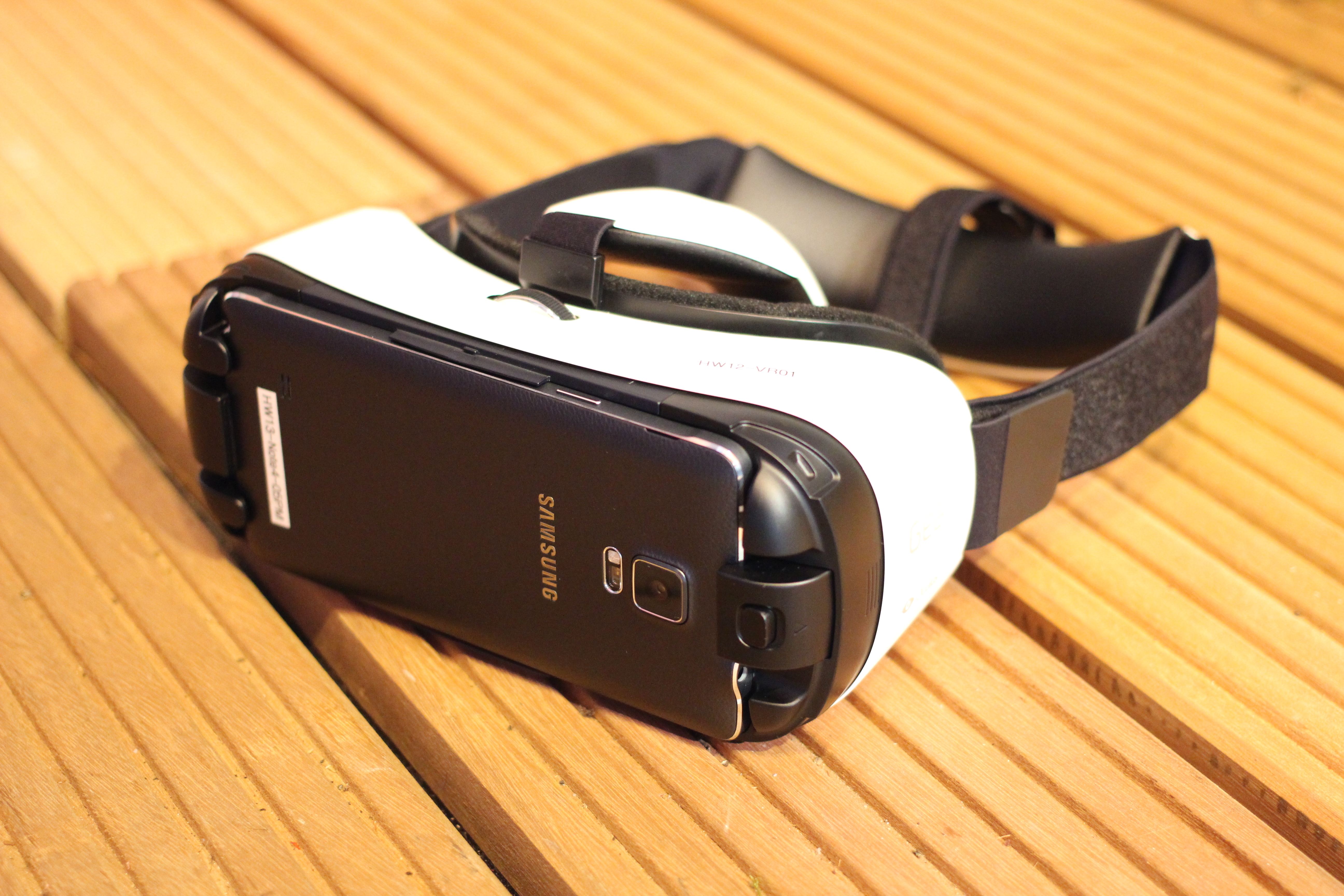
Samsung Gear VR ze zdjętą przednią osłoną

Już w 2005 roku Samsung opatentował gogle VR, które do działania wykorzystują smartfona, który się w nich znajduje i jest z nimi połączony. Prace nad pierwszymi prototypami zaczęto jednak dopiero po premierze smartfona Samsung Galaxy S4 w 2013, który był pierwszym smartfonem firmy, który posiadał wystarczającą moc obliczeniową. Ekran S4 nie spełniał jednak wymagań, więc Samsung zajął się udoskonalaniem szybkości reakcji urządzenia i dokładności śledzenia ruchów.
W 2014 firma Samsung nawiązała współpracę z firmą Oculus (aktualnie Reality Labs) i podczas konferencji prasowej firmy Samsung w Berlinie 3 września 2014 roku zaprezentowane zostały gogle Samsung Gear VR.
11 maja 2020 roku firma Samsung ogłosiła, że zakończy świadczenie usług dla swoich aplikacji XR. Usługa została wyłączona w całości 30 września 2020 r., mimo to firma Reality Labs wciąż rozwija aplikację Oculus Gear VR, która jest obecnie dostępna w Google Play.

## Lista wersji Gear VR wraz z listą smartfonów

### Samsung Gear VR SM-R320
- Samsung Galaxy Note 4

### Samsung Gear VR SM-R321
- Samsung Galaxy S6
- Samsung Galaxy S6 Edge

### Samsung Gear VR SM-R322
- Samsung Galaxy S6
- Samsung Galaxy S6 Edge
- Samsung Galaxy S6 Edge+
- Samsung Galaxy Note 5
- Samsung Galaxy S7
- Samsung Galaxy S7 Edge

### Samsung Gear VR SM-R323
- Samsung Galaxy S6 (z adapterem)
- Samsung Galaxy S6 Edge (z adapterem)
- Samsung Galaxy S6 Edge+ (z adapterem)
- Samsung Galaxy Note 5 (z adapterem)
- Samsung Galaxy S7 (z adapterem)
- Samsung Galaxy S7 Edge (z adapterem)
- Samsung Galaxy Note7

### Samsung Gear VR SM-R324
- Samsung Galaxy S6 (z adapterem)
- Samsung Galaxy S6 Edge (z adapterem)
- Samsung Galaxy S6 Edge+ (z adapterem)
- Samsung Galaxy Note 5 (z adapterem)
- Samsung Galaxy S7 (z adapterem)
- Samsung Galaxy S7 Edge (z adapterem)
- Samsung Galaxy S8
- Samsung Galaxy S8+

### Samsung Gear VR SM-R325
- Samsung Galaxy S6 (z adapterem)
- Samsung Galaxy S6 Edge (z adapterem)
- Samsung Galaxy S6 Edge+ (z adapterem)
- Samsung Galaxy Note 5 (z adapterem)
- Samsung Galaxy S7 (z adapterem)
- Samsung Galaxy S7 Edge (z adapterem)
- Samsung Galaxy A8 (z adapterem)
- Samsung Galaxy A8 Plus (z adapterem)
- Samsung Galaxy A8 Star (z adapterem)
- Samsung Galaxy S8+
- Samsung Galaxy S8
- Samsung Galaxy Note8
- Samsung Galaxy S9+
- Samsung Galaxy S9
- Samsung Galaxy Note 9 (z adapterem)
- Samsung Galaxy S10e
- Samsung Galaxy S10
- Samsung Galaxy S10+